# Ronde van Vlaanderen 1969
De 53ste editie van de Ronde van Vlaanderen werd verreden op 30 maart 1969 over een afstand van 259 km. De gemiddelde uursnelheid van de winnaar was 40,890 km/h.

## Koersverloop
1969 was het jaar van Eddy Merckx. Na een kritisch persartikel van Willem Van Wijnendaele ("Merckx is reeds vier jaar prof en heeft nog altijd geen Ronde van Vlaanderen gewonnen") verschijnt een geprikkelde Eddy Merckx aan de start van de Ronde Van Vlaanderen. In storm en regen voerde hij de groep aan over de Kwaremont en reed 70 kilometer lang alleen op kop, tegen het advies van zijn sportbestuurder Lomme Driessens in. Op de Muur van Geraardsbergen sloeg hij zijn slag. Ondanks de sterke tegenwind reed hij de laatste 70 km helemaal alleen naar de aankomstlijn die hij meer dan 5 minuten eerder bereikte dan de tweede Felice Gimondi.

## Hellingen
- Kwaremont
- Kloosterstraat
- Valkenberg
- Kasteelstraat

## Uitslag
| Rang | Renner                   | Land                | Ploeg                  | Tijd      |
| ---- | ------------------------ | ------------------- | ---------------------- | --------- |
| 1    | Eddy Merckx              | België              | Faema                  | 6h20'00"" |
| 2    | Felice Gimondi           | Italië              | Salvarani              | op 5'36"  |
| 3    | Marino Basso             | Italië              | Molteni                | op 8'08"  |
| 4    | Franco Bitossi           | Italië              | Filotex                | z.t.      |
| 5    | Bernard Van De Kerckhove | België              | Faema                  | z.t.      |
| 6    | Michele Dancelli         | Italië              | Molteni                | z.t.      |
| 7    | Barry Hoban              | Verenigd Koninkrijk | Mercier-BP-Hutchinson  | z.t.      |
| 8    | Frans Verbeeck           | België              | Okay-Diamant-Geens     | z.t.      |
| 9    | Georges Claes            | België              | Goldor-Hertekamp-Gerka | z.t.      |
| 10   | Joseph Spruyt            | België              | Faema                  | z.t.      |

1913 · 
1914 · 
1915 · 
1916 · 
1917 · 
1918 · 
1919 · 
1920 · 
1921 · 
1922 · 
1923 · 
1924 · 
1925 · 
1926 · 
1927 · 
1928 · 
1929 · 
1930 · 
1931 · 
1932 · 
1933 · 
1934 · 
1935 · 
1936 · 
1937 · 
1938 · 
1939 · 
1940 · 
1941 · 
1942 · 
1943 · 
1944 · 
1945 · 
1946 · 
1947 · 
1948 · 
1949 · 
1950 · 
1951 · 
1952 · 
1953 · 
1954 · 
1955 · 
1956 · 
1957 · 
1958 · 
1959 · 
1960 · 
1961 · 
1962 · 
1963 · 
1964 · 
1965 · 
1966 · 
1967 · 
1968 · 
1969 · 
1970 · 
1971 · 
1972 · 
1973 · 
1974 · 
1975 · 
1976 · 
1977 · 
1978 · 
1979 · 
1980 · 
1981 · 
1982 · 
1983 · 
1984 · 
1985 · 
1986 · 
1987 · 
1988 · 
1989 · 
1990 · 
1991 · 
1992 · 
1993 · 
1994 · 
1995 · 
1996 · 
1997 · 
1998 · 
1999 · 
2000 · 
2001 · 
2002 · 
2003 · 
2004 · 
2005 · 
2006 · 
2007 · 
2008 · 
2009 · 
2010 · 
2011 · 
2012 · 
2013 · 
2014 · 
2015 · 
2016 · 
2017 · 
2018 · 
2019 · 
2020 · 
2021 · 
2022 · 
2023 · 
2024
Lijst van beklimmingen